# Saltsjö-Duvnäs

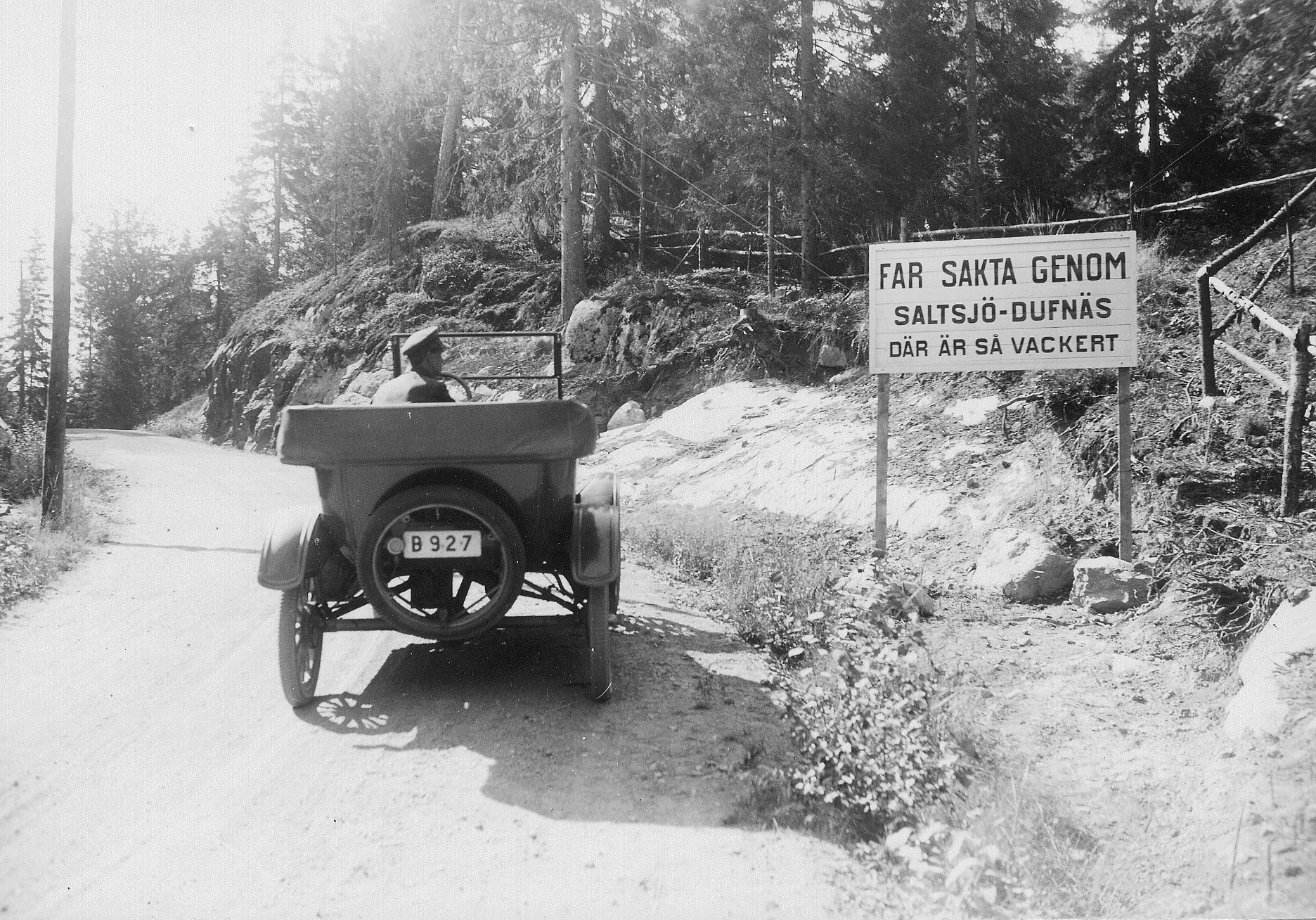
"Far sakta genom Saltsjö-Dufnäs där är så vackert" (1910-tal).

Saltsjö-Duvnäs är ett villaområde på Sicklaön i den mellersta delen av Nacka kommun i Stockholms län, vid Skurusundet. Duvnäs har sitt namn efter Duvnäs gård med rötter från medeltiden och omnämns i skrift redan 1436. Saltsjöbanans station i Duvnäs öppnade 1893, vilket öppnade upp för villabebyggelsen som sedan dess präglar området. Bland villorna finns många välbevarade exempel på påkostade byggnader från 1910- och 1920-talen. Norr om Saltsjö-Duvnäs ligger de yngre bostadsområdena Duvnäs utskog, Ekängen och Skuru. Söderut vidtar Saltsjöbadsleden och Erstaviksskogen.

## Tidig historia

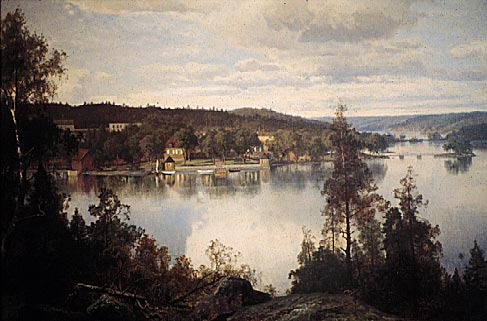
Duvnäsviken med Prästgården och Övre Gården. Oljemålning av Johan Edvard Bergh (1828-1880).

Duvnäs gårds historia går tillbaka åtminstone till medeltiden: första skriftliga omnämnandet är i ett kungligt privilegiebrev från 1436. Från 1557 fram till 1749 var Duvnäs en arrendegård under Danvikens hospital. En karta från 1690-talet visar ett värdshus vid Kolbotten. Krögaren kunde under 1700-talet räkna flera framstående personer som sina kunder, bland andra Carl Gustaf Tessin och Årstafrun Märta Helena Reenstierna som nämner värdshuset i sina dagböcker. På 1700-talet fanns också en kvarn och ett tegelbruk i området.
I slutet av 1740-talet anlände industrimannen Robert Finlay till Duvnäs och lät uppföra Duvnäs nedre gård som fortfarande är bevarad. Gården är idag bostäder, men uppfördes som industrihus åt Finlay som tillverkade nålar och hade en smedja för tillverkning av lås. Affärerna slutade i konkurs och Finlay lämnade Duvnäs 1771. Under 1800-talet växlade ägarna, bland annat köpmännen Jacob Dubbe (1823-44) och Jacob Adolf Hägg (1844-63). Familjen Hägg sålde 1863 till Robert Herman Küsel som 1907 lät 175 hektar av Duvnäs egendom för en miljon kronor övergå i AB Saltsjö-Dufnäs Villatomters ägo. På den övre gården föddes konstnären Olle Nyman, som var barnbarn till Robert Küsel. Olle Nyman kom att stanna kvar i Saltsjö-Duvnäs och hans ateljé liksom gårdsbyggnaderna ägs idag av en stiftelse och idag bedrivs utställningsverksamhet på gården (se Olle Nymans ateljéer och konstnärshem).
Till den bevarade äldre bebyggelse finns förutom Duvnäs nedre gård och enstaka byggnader också Duvnäs övre gård, dock inte i sitt ursprungliga skick. Huvudbyggnaden på den övre gården brann ned på 1830-talet och en idag bevarad flygelbyggnad byggdes om till ny huvudbyggnad. Till den övre gården hör också ett orangeri, samt tidigare bostadshus för de anställda som ligger parallellt med huvudbyggnaden i en sluttning ned mot vattnet. Vid Strandpromenaden 63 finns en tidigare ladugård, som idag är ombyggd till bostäder och kallas Långa Raden.

## Villasamhället

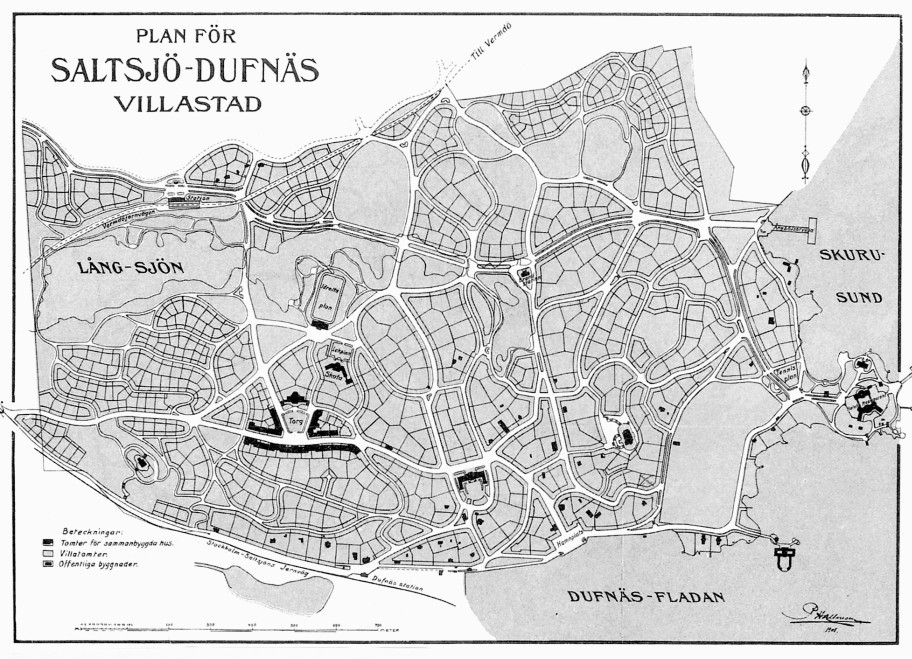
Hallmans förslag till byggnadsplan för Saltsjö-Duvnäs, 1908.

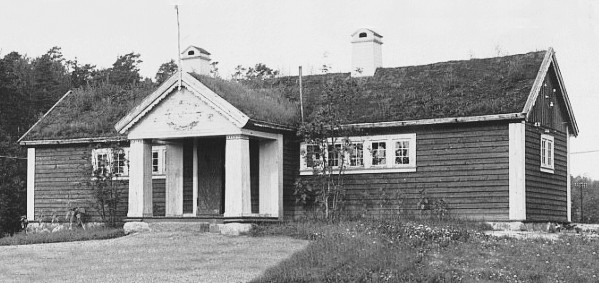
Ringparksstugan1935.

Saltsjö Duvnäs var ett av flera villasamhällen som växte fram längs den nya Saltsjöbanan. Uppdraget att planera det nya villasamhället gick till den framstående stadsplaneraren Per Hallman som ritade en plan som byggde på ett gatu- och vägnät som följde den kuperade terrängen. Hallmans planer kom att förverkligas till stora delar, och är bevarade. Hallman hade också tänkt sig en kyrka, ett torg och en saluhall som aldrig kom att förverkligas. En av Hallmans idéer som dock förverkligades var att bevara den äldre bebyggelsen, och låta den ingå som en naturlig del i området. Ringparksstugan byggd 1907 var från början en mindre saluhall. Hit kom handlare från Klarahallen i Stockholm några dagar i veckan för att bedriva torghandel. Senare uppläts lokalen i saluboden till diversehandel och 1916 blev stugan Saltsjö-Duvnäs samlingslokal. Sedan dess har stugan och Ringparken varit duvnäsbornas naturliga samlingsplats vid årets högtider. 
Området har många välbevarade villor från den första utbyggnadsperioden, 1908-1925. Byggnaderna speglar tidens arkitektoniska trender, speciellt nationalromantik och jugend är riktligt representerat. De nationalromantiska villorna kännetecknas av stora tunga volymer med stora, ofta brutna, takfall spröjsade fönster med små rutor. I många fall klädda med träpanel, målat i gult och rött eller mörkbrunt laserade. Kombinationer av många välbevarade villor, stora ostyckade tomter, och ett bevarat äldre vägnät gör att Duvnäs bedöms som ett kulturhistoriskt mycket intressant villaområde.
Tomtbolaget lät uppföra villor på spekulation och för ritningarna svarade bolagets egen arkitekt Carl Kempendahl som också fungerade som rådgivare och byggnadschef. Utöver spekulationsvillor ritade han även hus på uppdrag av fastighetsägare och blev en av de mest produktiva arkitekterna i det nya villasamhället. 1911 ritade han även sin egen villa (Arkitektvillan) vid  Knut Pernos väg 12. Bland villorna märks Majgården okänd arkitekt (1909), Villa Ragnar Thiel arkitekt Elis Benckert (1912) och Villa Sjögren arkitekt Höög & Morssing (1911).
En för Saltsjö-Duvnäs mycket ovanlig byggnad är Villa Cajanus, ett mäktigt stenhus som uppfördes 1914–1915 efter ritningar av arkitekt Carl Kempendahl som privatbostad för den finske diplomaten Werner Cajanus. Bland nyare byggnader kan nämnas Villa Öhman ritad 1929 av Sven Markelius (sedan 1970 residens för Kenyas ambassadör i Stockholm) och Villa Nilsson vid Duvnäsvägen 54 ritad 1948 av arkitekt Ralph Erskine. På 1960-talet bebyggdes den del av den gamla parken, som en gång i tiden tillhörde Duvnäs gård. Trots grannarnas motstånd uppfördes under åren 1964–1967 två radhusområden nedanför Övre Gården, den ena mot Strandpromenaden och kallat Röda Raden, den andra mot Kristinavägen och kallat Vita Raden. Byggherre var Ohlsson & Skarne och arkitekt Alvar Törneman.

## Intressanta byggnader (urval)
Ordnade efter tillkomstår.
| Bild | Namn                             | Adress                 | Koordinater                                                                                 | Arkitekt                          | Byggherre                                                            | Byggår    |
| ---- | -------------------------------- | ---------------------- | ------------------------------------------------------------------------------------------- | --------------------------------- | -------------------------------------------------------------------- | --------- |
|      | Nedre Duvnäs                     | Strandpromenaden 11    | 59°18′7.1″N 18°12′29″Ö / 59.301972°N 18.20806°Ö                                             | Okänd                             | Robert Finlay                                                        | 1750-tal  |
|      | Övre Duvnäs                      | Kristinavägen 18       | 59°18′12.5″N 18°12′44.8″Ö / 59.303472°N 18.212444°Ö                                         | Okänd                             | Robert Finlay                                                        | 1750-tal  |
|      | Kvarngården                      | Kvarnbacken 10         | 59°18′6″N 18°12′23.2″Ö / 59.30167°N 18.206444°Ö                                             | Okänd                             | Robert Finlay                                                        | 1750-tal  |
|      | Duvnäs krog                      | Duvnäs udde 15         | 59°18′17″N 18°13′12.2″Ö / 59.30472°N 18.220056°Ö                                            | Okänd                             | okänd                                                                | 1750-tal  |
|      | Emilstorp                        | Herrgårdsvägen 2       | 59°18′7.7″N 18°12′24.2″Ö / 59.302139°N 18.206722°Ö                                          | Okänd                             | Robert Finlay                                                        | 1750-tal  |
|      | Stubbsund                        | Stubbsundsvägen 19     | 59°18′4.5″N 18°11′24.7″Ö  /  59.301250°N 18.190194°Ö  / 59.301250; 18.190194  ( Stubbsund ) | Okänd                             | Magnus Quast-Pettersson                                              | 1751      |
|      | Saltsjö-Duvnäs statioshus        | Saltsjöbadsvägen 18    | 59°18′2.4″N 18°11′54.4″Ö / 59.300667°N 18.198444°Ö                                          | Okänd                             | Järnvägs AB Stockholm – Saltsjön                                     | 1893      |
|      | Ringparksstugan                  | Ringparken             | 59°18′9.4″N 18°12′10.9″Ö / 59.302611°N 18.203028°Ö                                          | Carl Kempendahl Carl-Ivar Ringmar | AB Saltsjö-Dufnäs Villatomter Saltsjö-Duvnäs Fastighetsägareförening | 1907 1966 |
|      | Villa Florman                    | Herrgårdsbacken 5      | 59°18′10.7″N 18°12′36.1″Ö / 59.302972°N 18.210028°Ö                                         | Knut Perno                        | Ernest Florman                                                       | 1907      |
|      | Majgården                        | Strandpromenaden 2     | 59°18′4.8″N 18°12′43.5″Ö / 59.301333°N 18.212083°Ö                                          | Okänd                             | AB Saltsjö-Dufnäs Villatomter                                        | 1910      |
|      | Arkitektvillan                   | Knut Pernos väg 12     | 59°18′4.8″N 18°11′51.6″Ö / 59.301333°N 18.197667°Ö                                          | Carl Kempendahl                   | Carl Kempendahl                                                      | 1911      |
|      | Herrgårdsvillan                  | Ringparken 3           | 59°18′9.4″N 18°12′15.4″Ö / 59.302611°N 18.204278°Ö                                          | Carl Kempendahl                   | AB Saltsjö-Dufnäs Villatomter                                        | 1911      |
|      | Hilding Nymans ateljé            | Kristinavägen 28       | 59°18′15.4″N 18°12′47.5″Ö / 59.304278°N 18.213194°Ö                                         | Knut Perno                        | Hilding Nyman                                                        | 1911      |
|      | Villa Sjögren                    | Strandpromenaden 3     | 59°18′4.7″N 18°12′21.3″Ö / 59.301306°N 18.205917°Ö                                          | Höög & Morssing                   | Julius Sjögren                                                       | 1911      |
|      | Villa Ragnar Thiel               | Herrgårdsvägen 5       | 59°18′9.5″N 18°12′32.1″Ö / 59.302639°N 18.208917°Ö                                          | Elis Benckert                     | Ragnar Thiel                                                         | 1912      |
|      | Stenvillan                       | Gamla Allén 17         | 59°18′17.1″N 18°12′24.2″Ö / 59.304750°N 18.206722°Ö                                         | Carl Kempendahl                   | Okänd                                                                | 1912      |
|      | Villa Cajanus                    | Kristinavägen 44       | 59°18′20.4″N 18°12′54.5″Ö / 59.305667°N 18.215139°Ö                                         | Carl Kempendahl                   | Werner Cajanus                                                       | 1915      |
|      | Villor Reginavägen (fyra typhus) | Reginavägen 34 m.fl.   | 59°18′12.6″N 18°11′33.5″Ö / 59.303500°N 18.192639°Ö                                         | Carl Kempendahl                   | AB Saltsjö-Dufnäs Villatomter                                        | 1917      |
|      | Villa Öhman                      | Strandpromenaden 6     | 59°18′7.2″N 18°12′51.3″Ö / 59.302000°N 18.214250°Ö                                          | Sven Markelius                    | Emric Öhman                                                          | 1929      |
|      | Villa Nilsson                    | Duvnäsvägen 54         |                                                                                             | Ralph Erskine                     |                                                                      | 1947      |
|      | Röda Raden                       | Strandpromenaden 27–59 | 59°18′8.5″N 18°12′48.2″Ö / 59.302361°N 18.213389°Ö                                          | ELLT arkitektkontor               | Ohlsson & Skarne                                                     | 1965      |
|      | Olle Nymans ateljé               | Strandpromenaden 61    | 59°18′10.7″N 18°12′49.8″Ö / 59.302972°N 18.213833°Ö                                         | Nils Tesch                        | Olle Nyman                                                           | 1973      |